# Pays de Galles
« Galles » redirige ici. Pour les autres significations, voir Galles (homonymie).
Cet article concerne le pays de Galles dans son ensemble et sa forme politique actuelle. Pour l'ancien État souverain, voir Principauté de Galles.
Le pays de Galles (en anglais : Wales et en gallois : Cymru) est une nation constitutive du Royaume-Uni. Bordé par l'Angleterre à l'est, la mer d'Irlande au nord et à l'ouest, ainsi que par le canal de Bristol au sud, sa superficie totale est de 21 218 km2. Situé en majeure partie sur l'île de Grande-Bretagne, il possède plus de 2 700 km de côtes et une cinquantaine d'îles, dont la plus grande est Anglesey (Ynys Môn). Son territoire est en grande partie montagneux, où les sommets les plus élevés sont situés dans les régions du nord et du centre, avec le mont Snowdon (Yr Wyddfa) comme point culminant. Le pays se situe dans la zone tempérée nord et possède un climat océanique. Sa population est estimée à 3,1 millions d'habitants en 2018.
L'identité nationale galloise émerge auprès d'une partie des Britto-Romains après la fin de la présence romaine en Grande-Bretagne, au Ve siècle. La mort de Llywelyn le Dernier en 1282 marque la conquête de la principauté de Galles par Édouard Ier d'Angleterre, malgré plusieurs révoltes dont la plus importante est celle d'Owain Glyndŵr au début du XVe siècle. L'ensemble du pays de Galles est annexé par le royaume d'Angleterre et incorporé dans le système juridique anglais en vertu des lois de 1535 et 1542.
Une politique galloise distincte se développe au XIXe siècle. Le libéralisme classique, représenté au début du XXe siècle par David Lloyd George, est remplacé par la montée du socialisme et du Parti travailliste. Le sentiment national gallois s'accentue au cours du siècle : un parti nationaliste, Plaid Cymru, naît en 1925, et la Société de la langue galloise est créée en 1962. Une loi en 1998 crée un Parlement gallois responsable d'une série de sujets politiques dévolus.
Lors de la révolution industrielle, le développement de l'exploitation minière et métallurgique a transformé le pays de Galles d'une société agricole à une nation industrialisée ; l'exploitation du bassin houiller dans le sud du pays de Galles a entraîné une croissance rapide de la population. Les deux tiers de celle-ci vivent dans le Sud, dont la capitale Cardiff, ainsi qu'à Swansea, Newport et dans les vallées voisines. Les industries lourdes et extractives traditionnelles ayant disparu ou bien étant sur le déclin, l'économie repose désormais sur le secteur public, les industries légères, les services, et le tourisme. Dans l'élevage, y compris l'élevage laitier, le pays de Galles est un exportateur net, contribuant à l'autosuffisance agricole au niveau national.
Le pays de Galles partage étroitement son histoire politique et sociale avec le reste de la Grande-Bretagne, et dans la plupart de ses régions la majorité de sa population a l'anglais pour langue maternelle. Cependant, il a conservé une identité culturelle distincte. L'anglais et le gallois sont les langues officielles, plus de 560 000 personnes sont galloisantes, et une majorité de la population dans certaines régions du Nord et de l'Ouest parle la langue galloise.
À partir de la fin du XIXe siècle, il a acquis une image populaire de « pays de la chanson », en partie grâce à la tradition eisteddfod. Lors de nombreux événements sportifs internationaux, comme la Coupe du monde de football, la Coupe du monde de rugby à XV et les Jeux du Commonwealth, le pays de Galles dispose de sa propre équipe nationale. Aux Jeux olympiques, les athlètes gallois concourent pour le Royaume-Uni au sein de l'équipe de Grande-Bretagne. Le rugby à XV est vu comme un symbole de l'identité galloise et une expression de la conscience nationale.

## Étymologie
Les noms anglais du pays de Galles (Wales) et de ses habitants (Welsh) proviennent du vieil anglais wealh, lui-même issu du proto-germanique reconstitué *Walhaz. Ce terme dérive ultimement du nom d'un peuple celte, les Volques. Durant la période proto-germanique, son sens s'étend progressivement pour désigner tous les locuteurs de langues celtiques, puis tous les étrangers à l'aire germanique, quelle que soit leur langue. Après la colonisation de la Grande-Bretagne par les Anglo-Saxons, ces derniers appliquent le terme Wealh aux habitants des régions du nord et de l'ouest de la Grande-Bretagne qui restent habitées par des locuteurs de langues brittoniques. Sa forme plurielle Wēalas finit par désigner le territoire occupé par ces individus. Cet exonyme se retrouve dans d'autres toponymes au Royaume-Uni, comme le comté des Cornouailles (Cornwall) ou les villages de Walton et Walworth.
Le nom français Galles est issu du nom anglais Wales, avec durcissement du /w/ en /g/. [réf. souhaitée]
En gallois, le pays de Galles s'appelle Cymru et ses habitants, Cymry. Cet endonyme dérive du proto-brittonique (en) combrogi « compatriote », probablement en usage dès avant le VIIe siècle. Les deux termes, orthographiés indifféremment Cymry ou Kymry dans les textes, peuvent aussi bien faire référence à la région qu'à ses habitants. La forme latinisée Cambrie et l'adjectif dérivé « cambrien » subsistent dans le nom des monts Cambriens et de la période géologique du Cambrien.

## Géographie

### Géographie physique

Le pays de Galles. En beige, les zones au-dessus de 180 m d'altitude. En vert, les trois parcs nationaux.

Le pays de Galles occupe une péninsule à l'ouest de la Grande-Bretagne. Il s'étend sur 225 km du nord au sud et de 60 à 160 km d'est en ouest. Sa superficie est d'environ 20 766 km2, ce qui est comparable à la Slovénie ou à l'ancienne région française de Picardie. Le pays de Galles est bordé par l'Angleterre à l'est et par la mer dans les trois autres directions : la mer d'Irlande au nord, la baie de Cardigan à l'ouest, le canal Saint-Georges et la mer Celtique au sud-ouest et le canal de Bristol au sud. Au total, le littoral du pays de Galles s'étend sur plus de 1 200 km de long. Une cinquantaine d'îles se situent au large de ses côtes, la plus vaste étant Anglesey (Ynys Môn) au nord-ouest.
Une grande partie du territoire gallois, en particulier dans le nord et dans le centre, est couvert de montagnes formées durant la dernière période glaciaire. Les plus hauts sommets se situent dans la région de Snowdonia / Eryri, au nord-ouest, qui concentre en particulier les quinze montagnes de plus de 3 000 pieds (910 mètres) d'altitude, dont le point culminant du pays de Galles, le mont Snowdon / Yr Wyddfa (1 085 m). Le sud est dominé par le massif des Brecon Beacons / Bannau Brycheiniog, avec leur point culminant au Pen y Fan (886 m), tandis que le centre abrite les monts Cambriens, dont le plus élevé est le Plynlimon / Pumlumon (752 m).
Le plus long fleuve de Grande-Bretagne, la Severn (354 km), prend sa source au pays de Galles avant de couler en Angleterre ; c'est aussi le cas de la Wye (209 km) et de la Dee (179 km). Parmi les cours d'eau intégralement situés au pays de Galles, le plus long est l'Usk (137 km). La région abrite environ 400 lacs naturels, dont le plus étendu est le lac Bala dans le Gwynedd, et près d'une centaine de réservoirs artificiels, dont le plus vaste est le lac Vyrnwy (en) dans le Powys.
Trois des quinze parcs nationaux du Royaume-Uni se situent au pays de Galles : la Snowdonia, les Brecon Beacons et le littoral du Pembrokeshire. Cinq zones supplémentaires sont protégées au titre d'Area of Outstanding Natural Beauty : Anglesey, la chaîne Clwydienne et la vallée de la Dee, la péninsule de Gower, la péninsule de Llŷn et la vallée de la Wye.
La frontière entre l'Angleterre et le pays de Galles est fixée au XVIe siècle par les Laws in Wales Acts, après avoir été mouvante au cours des siècles précédents.

### Climat

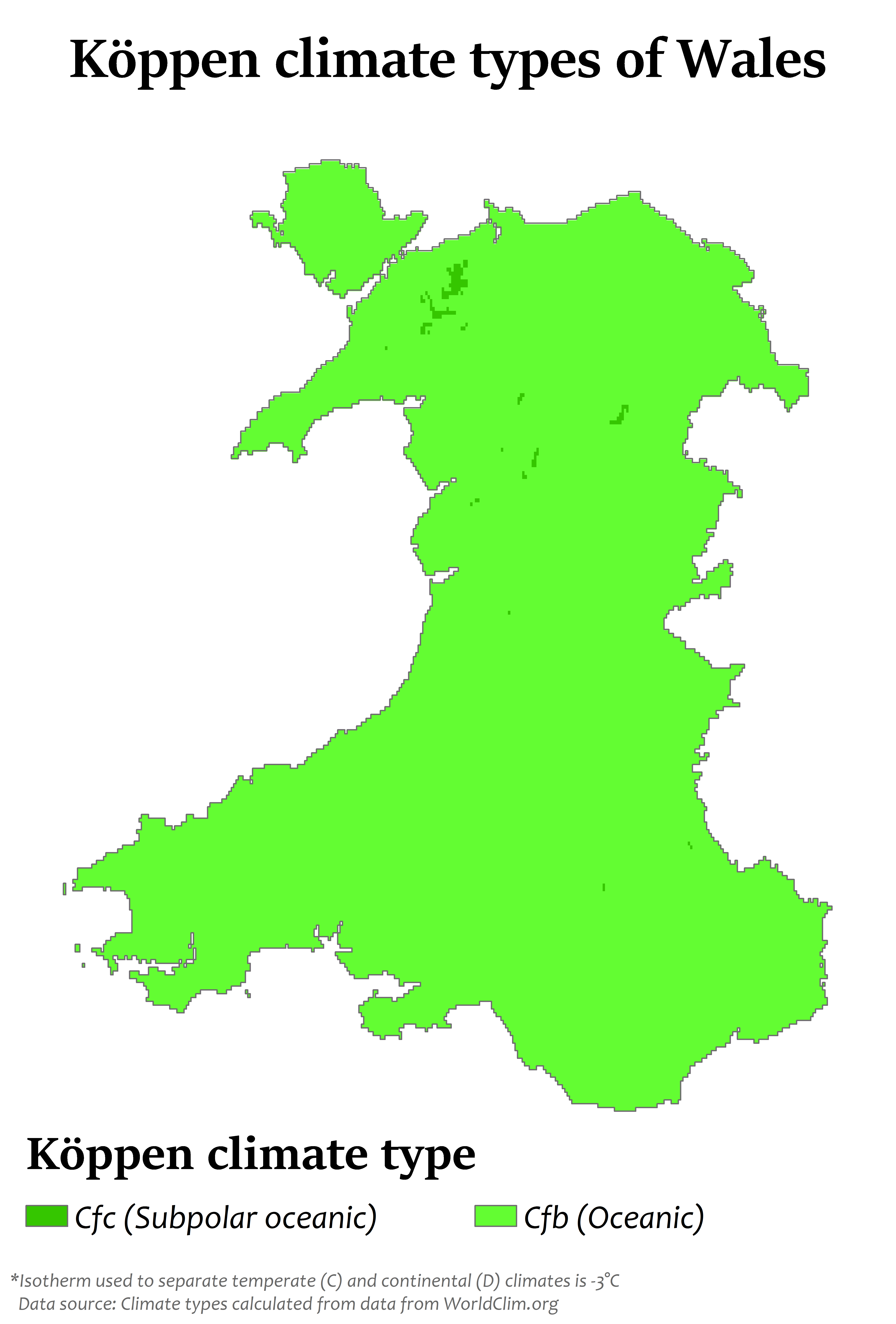
Carte du pays de Galles selon la classification de Köppen. Il se situe entièrement dans les zones Cfb et Cfc qui correspondent au climat océanique.

Le pays de Galles est entièrement situé dans la zone tempérée de l'hémisphère nord. Il bénéficie d'un climat océanique qui rend le temps fréquemment nuageux, humide et venteux, avec des températures clémentes,.
- Record de chaleur : 37,1 °C à l'aéroport de Hawarden (Flintshire) le 18 juillet 2022[9].
- Record de froid : –23,3 °C à Rhayader (Powys) le 21 janvier 1940[9].
- Record d'ensoleillement mensuel : 354,3 heures à Dale Fort (en) (Pembrokeshire) en juillet 1955[9].
- Record de précipitations quotidiennes : 211 mm au réservoir de Lluest-wen (en) (Glamorgan) le 11 novembre 1929[9].

| Mois                                  | jan.       | fév.      | mars       | avril      | mai       | juin      | jui.      | août      | sep.      | oct.      | nov.      | déc.       | année      |
| ------------------------------------- | ---------- | --------- | ---------- | ---------- | --------- | --------- | --------- | --------- | --------- | --------- | --------- | ---------- | ---------- |
| Température minimale moyenne (°C)     | 1,73       | 1,59      | 2,57       | 4,12       | 6,64      | 9,34      | 11,26     | 11,22     | 9,3       | 6,91      | 4,18      | 2,16       | 5,94       |
| Température maximale moyenne (°C)     | 7,04       | 7,36      | 9,34       | 12,17      | 15,21     | 17,69     | 19,34     | 18,99     | 16,87     | 13,3      | 9,89      | 7,58       | 12,93      |
| Record de froid (°C) date du record   | −23,3 1940 | −20 1954  | −21,7 1965 | −11,2 1978 | −6,2 2020 | −4 1985   | −1,5 1984 | −2,8 1959 | −5,5 1986 | −9,4 1931 | −18 2010  | −22,7 1981 | −23,3 1940 |
| Record de chaleur (°C) date du record | 18,3 1971  | 20,8 2019 | 23,9 1965  | 26,2 2003  | 30,6 1944 | 33,7 2000 | 37,1 2022 | 35,2 1990 | 32,3 1906 | 28,2 2011 | 22,4 2015 | 18 1972    | 37,1 2022  |
| Ensoleillement (h)                    | 47,21      | 69,15     | 109,77     | 157,75     | 190,94    | 178,14    | 176,97    | 159,7     | 129,44    | 91,46     | 55,34     | 41,25      | 1 407,11   |
| Précipitations (mm)                   | 155,22     | 120,42    | 103,48     | 88         | 87,11     | 92,08     | 98,56     | 111,77    | 111,48    | 158,49    | 162,25    | 175,8      | 1 464,65   |

| Diagramme climatique                                  |                |                |             |                |                |                 |                  |                |                |                |               |
| J                                                     | F              | M              | A           | M              | J              | J               | A                | S              | O              | N              | D             |
| 7,041,73155,22                                        | 7,361,59120,42 | 9,342,57103,48 | 12,174,1288 | 15,216,6487,11 | 17,699,3492,08 | 19,3411,2698,56 | 18,9911,22111,77 | 16,879,3111,48 | 13,36,91158,49 | 9,894,18162,25 | 7,582,16175,8 |
| Moyennes : • Temp. maxi et mini °C • Précipitation mm |                |                |             |                |                |                 |                  |                |                |                |               |

### Transports

Le réseau ferré du pays de Galles en 2021.

L'autoroute M4 relie Londres au sud du pays de Galles et dessert les grandes villes galloises de Newport, Cardiff et Swansea. La gestion de la section galloise de cette autoroute, à partir du deuxième pont sur la Severn, est assurée par le gouvernement gallois. Au nord, la route A55 (en) joue le même rôle en reliant Holyhead (Caergybi) et Bangor à Wrexham et, au-delà, à Chester dans le comté anglais du Cheshire. Dans le sens nord-sud, le principal axe routier est la route A470 (en) qui relie Llandudno à Cardiff.
Le réseau ferré gallois est exploité par Transport for Wales Rail (en). Depuis les Beeching cuts du milieu du XXe siècle, il se compose principalement d'axes orientés est-ouest comme la North Wales Main Line (entre Holyhead et Crewe, dans le Cheshire) ou la South Wales Main Line (entre Swansea et Swindon, dans le Wiltshire). Les liaisons nord-sud s'effectuent via des lignes qui passent en partie en Angleterre. La plupart des trains qui circulent au pays de Galles roulent à l'essence ; si la South Wales Main Line est électrifiée jusqu'à Cardiff depuis 2020, le prolongement de l'électrification jusqu'à Swansea a été repoussé sine die en 2017,.
L'aéroport international de Cardiff est le principal aéroport du pays de Galles. Des vols réguliers y sont assurés vers des destinations dans le reste de l'Europe. Le pays de Galles est également relié à l'Irlande par des ferries au départ de Holyhead, Fishguard (Abergwaun) et Pembroke Dock (Doc Penfro).

## Histoire

### Préhistoire

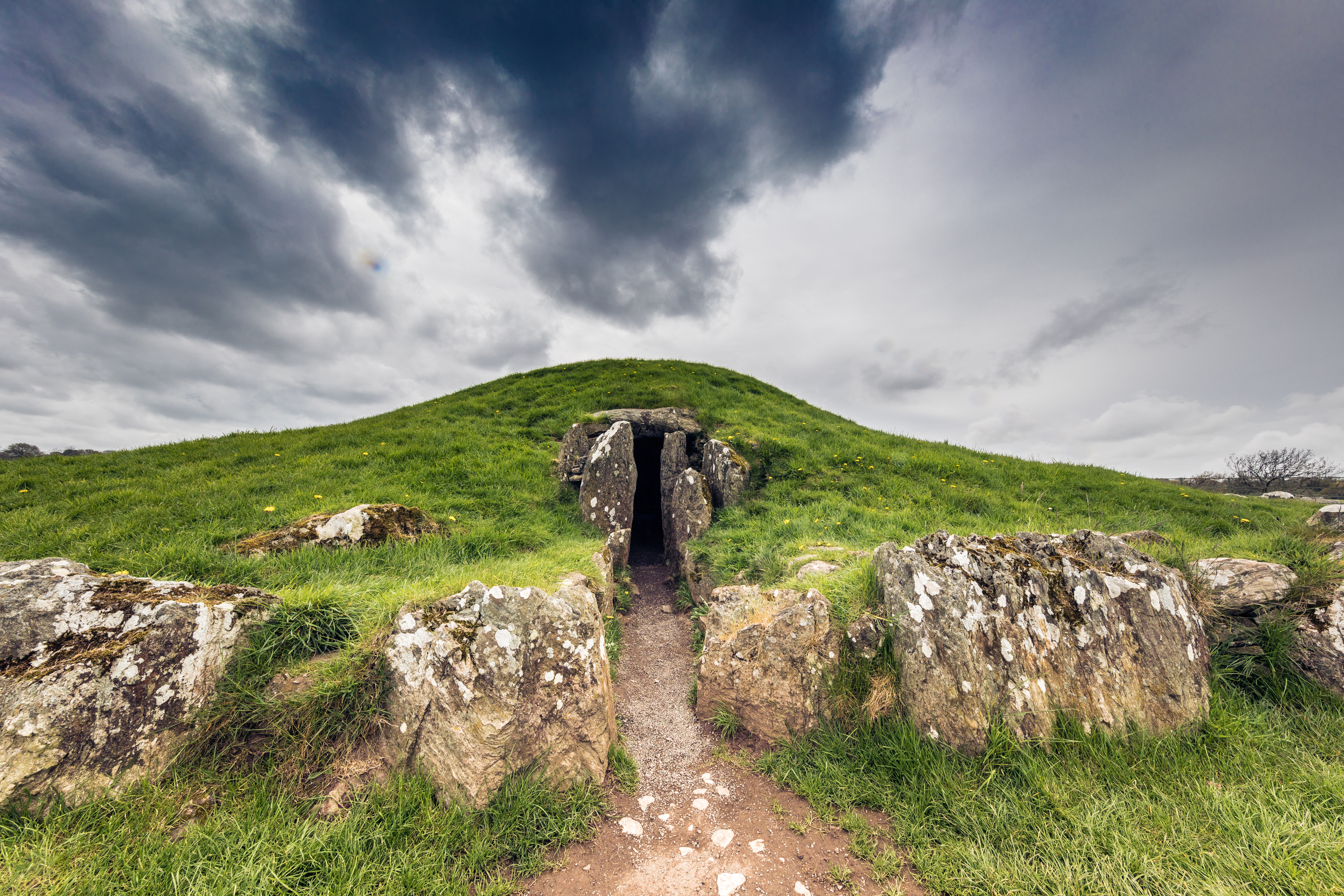
Le site mégalithique de Bryn Celli Ddu date de la fin du Néolithique.

La présence de Homo sapiens sur le territoire de l'actuel pays de Galles est attestée depuis 33 000 ans avant le présent (AP) avec le fossile de la Dame rouge de Paviland, découvert en 1823 sur la péninsule de Gower. Après la fin de la dernière période glaciaire (entre 12000 et 10000 AP), les glaciers disparaissent et le climat plus chaud permet à la région de devenir densément boisée. Elle commence à être occupée de manière définitive au Mésolithique avec l'arrivée de chasseurs-cueilleurs d'Europe centrale. Le rebond post-glaciaire entraîne la formation de la mer d'Irlande, qui sépare le pays de Galles de l'île d'Irlande, et la Grande-Bretagne est à son tour séparée de l'Europe continentale par la Manche vers 8 000 AP). Au début du Néolithique (6000 BP), le niveau de la mer dans le canal de Bristol est encore 10 mètres plus bas qu'aujourd'hui. L'historien John Davies estime que certaines légendes galloises, comme celle du royaume englouti de Cantre'r Gwaelod, pourraient préserver le souvenir de cette période où la mer entre le pays de Galles et l'Irlande était plus étroite et moins profonde.

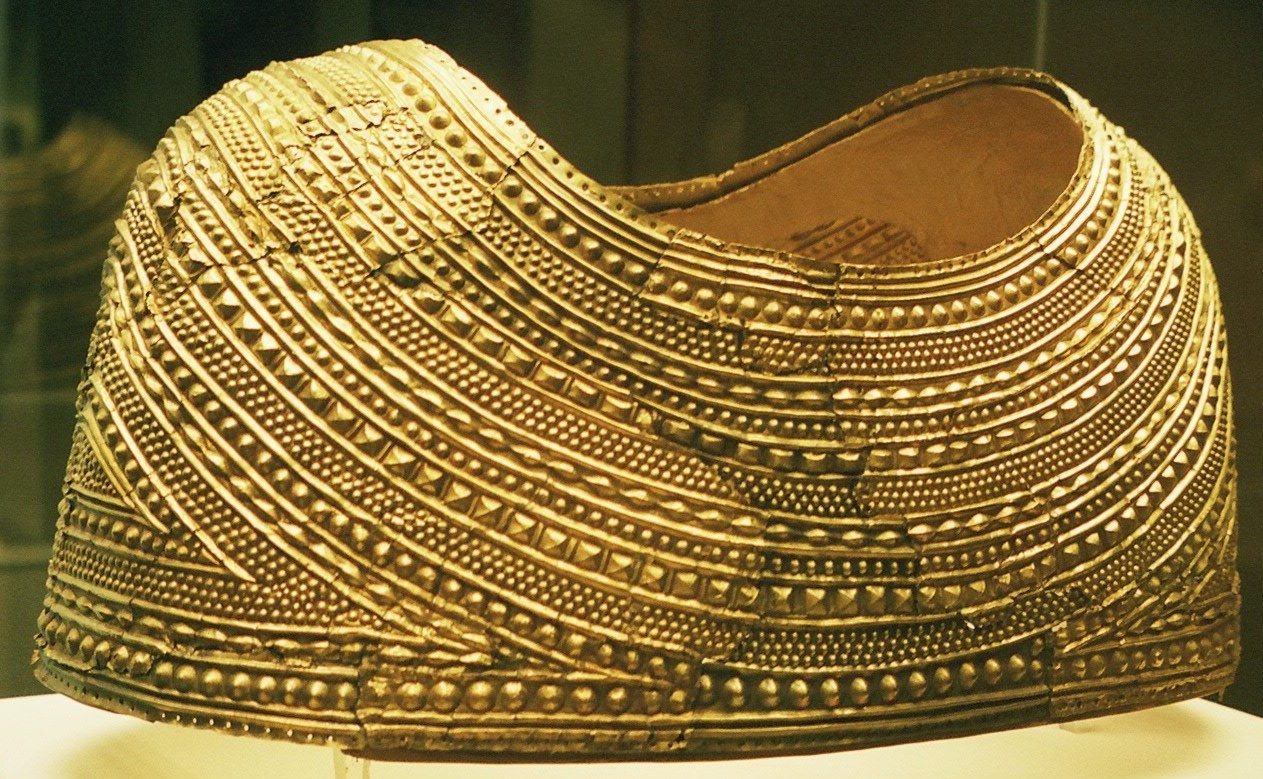
Le gorgerin de Mold, objet de l'âge du bronze retrouvé à Mold, dans le Flintshire.

La révolution néolithique atteint le pays de Galles vers 6 000 AP. De nouvelles populations arrivent et s'intègrent aux autochtones dans le contexte d'une transition d'un mode de vie de chasseur-cueilleur nomade vers des communautés sédentaires pratiquant l'agriculture. Entre 5800 et 5500 AP, les pâturages et les champs s'étendent au détriment des forêts, de nouvelles technologies font leur apparition (céramique, textile) et des monuments mégalithiques comme ceux de Pentre Ifan, Bryn Celli Ddu et Parc Cwm sont édifiés.
La métallurgie se développe au début de l'âge du bronze, vers 2500 av. J.-C., et les pratiques funéraires évoluent. Certains historiens, comme John T. Koch ou Barry Cunliffe, estiment que le pays de Galles appartient à la fin de l'âge du bronze à une culture spécifique ayant développé des liens commerciaux sur tout le littoral atlantique de l'Europe et qu'il s'agit de l'origine des peuples celtes. La plupart des historiens considèrent plutôt que les Celtes sont issus de la culture de Hallstatt et que les Bretons insulaires n'apparaissent qu'à l'âge du fer, après 800 av. J.-C. Cette période voit l'érection de nombreuses collines fortifiées au pays de Galles, comme celles de Pen Dinas (en) ou Tre'r Ceiri (en). Au tournant de l'ère commune, la région est occupée par un certain nombre de peuples brittoniques : les Deceangli au nord-est, les Ordovices au nord-ouest, les Demetae au sud-ouest et les Silures au sud-est.

### Antiquité

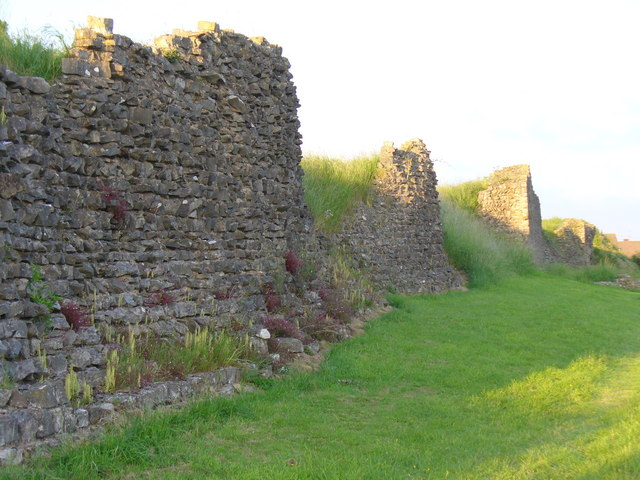
Les ruines de l'enceinte romaine de Venta Silurum (Caerwent).

La préhistoire du pays de Galles prend fin avec la conquête romaine. Elle débute en 48 ap. J.-C., lorsque le gouverneur Publius Ostorius Scapula mène une campagne contre les Deceangli. Les Ordovices et les Silures lui résistent sous la conduite de Caratacos jusqu'à sa défaite en 50. La progression romaine se poursuit sous les successeurs d'Ostorius, avec notamment la conquête de l'île d'Anglesey et le massacre des druides qui s'y étaient réfugiés en 60. Interrompue par la révolte de Boadicée, la conquête du pays de Galles est achevée par Sextus Julius Frontinus dans la deuxième moitié des années 70.
La majeure partie du pays de Galles subit un régime d'occupation militaire. Ce n'est que dans le sud-est du pays qu'un réel processus de romanisation prend place, avec notamment la fondation de la ville de Venta Silurum, l'actuelle Caerwent. Une autre civitas est attestée à Moridunum (Carmarthen). L'édit de Caracalla, en 212, contribue au sentiment de romanité des élites de la région, et la propagation du christianisme renforce l'influence romaine. La région intéresse surtout les Romains pour ses ressources et ils y exploitent des mines d'or (à Dolaucothi), de cuivre et de plomb. En revanche, le pays de Galles ne contribue pas à la production industrielle britannique, qui s'effectue plutôt dans l'est et le sud de l'Angleterre.
Dans la tradition galloise médiévale, la fin de la présence romaine dans la région est attribuée à l'usurpateur Magnus Maximus, qui emmène avec lui ses légions en 383 lorsqu'il revendique le trône impérial. Sous le nom de Macsen Wledig, il figure comme ancêtre de plusieurs lignées royales galloises. Même après cette date, la culture romaine persiste un certain temps dans certaines régions. Venta Silurum reste occupée au moins jusqu'au milieu du Ve siècle et pourrait avoir eu son propre évêque.

### Moyen Âge

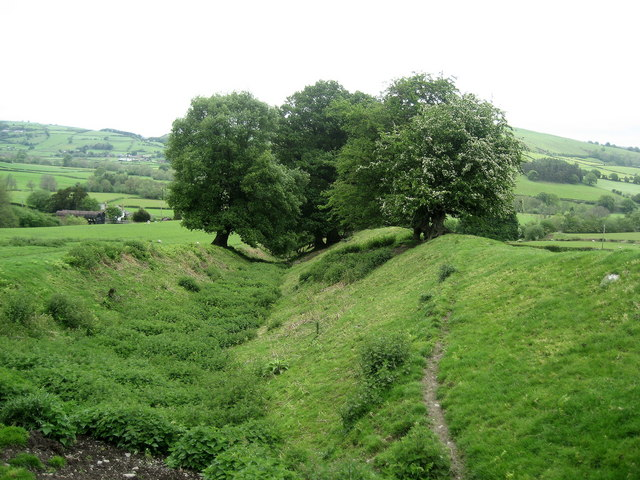
La digue d'Offa près de Presteigne, dans le Powys.

Au haut Moyen Âge, l'Angleterre est progressivement occupée par des peuples germaniques regroupés a posteriori sous l'appellation d'Anglo-Saxons. Le territoire du pays de Galles est alors divisé en une série de petits royaumes aux origines nébuleuses, parmi lesquels le Gwynedd, le Powys, le Gwent, le Glywysing, le Seisyllwg ou encore le Dyfed. Ce dernier a une histoire particulière : il a été fondé par les Déisi, un peuple venu d'Irlande vers le début du Ve siècle.
La frontière entre l'Angleterre et le pays de Galles est matérialisée à cette époque par une série d'ouvrages défensifs en terre, la digue de Wat et surtout la digue d'Offa, qui s'étend sur près de 250 kilomètres. Elle doit son nom au puissant roi anglo-saxon Offa de Mercie (757-796), traditionnellement considéré comme responsable de son édification.

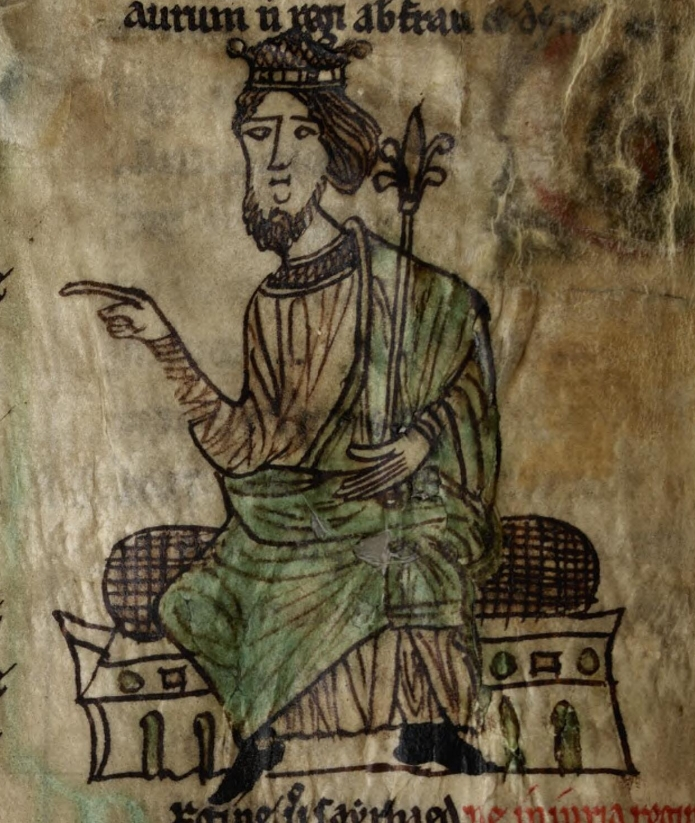
Portrait enluminé de Hywel Dda dans un manuscrit des Cyfraith Hywel.

Les trois grandes dynasties galloises du Moyen Âge sont issues des enfants de Rhodri le Grand, qui règne sur le Gwynedd, le Powys et le Seisyllwg jusqu'à sa mort en 877 ou 878 : la maison d'Aberffraw (Gwynedd), la maison de Mathrafal (Powys) et la maison de Dinefwr (Seisyllwg). Le petit-fils de Rhodri, Hywel Dda de Seisyllwg (r. 909-950), fonde le royaume de Deheubarth et parvient presque à unir tout le pays de Galles. Il donne son nom aux Cyfraith Hywel, un corpus législatif qui reste en vigueur jusqu'à la conquête anglaise. Le seul prince gallois qui parvient à étendre son autorité sur l'intégralité de la région est Gruffydd ap Llywelyn entre 1055 et 1063.
Après la conquête normande de l'Angleterre en 1066, Guillaume le Conquérant confie les régions frontalières du pays de Galles à une série de barons. Les marches galloises deviennent une zone de contacts et d'affrontements entre Anglo-Normands et Gallois, dont les seigneurs bénéficient d'une relative indépendance vis-à-vis de la monarchie anglaise.
En 1216, les divers seigneurs gallois reconnaissent la suzeraineté du prince de Gwynedd Llywelyn le Grand. Son petit-fils Llywelyn ap Gruffudd est reconnu comme prince de Galles par le roi anglais Henri III en vertu du traité de Montgomery, en 1267. Les relations houleuses entre Llywelyn et le successeur d'Henri, Édouard Ier, débouchent sur une invasion anglaise en 1277. Vaincu, le prince de Galles doit accepter le traité d'Aberconwy, qui réduit significativement son domaine. Une deuxième campagne anglaise, en 1282-1283, se solde par une défaite galloise décisive à la bataille d'Orewin Bridge, durant laquelle Llywelyn trouve la mort.
Les derniers seigneurs gallois rendent dès lors hommage au roi d'Angleterre : c'est la fin du pays de Galles indépendant. Le statut de Rhuddlan, promulgué en 1284, définit la nouvelle situation de l'ancien royaume de Gwynedd, qui devient un fief personnel du roi. Cette principauté de Galles constitue à partir de 1301 l'apanage de l'héritier du trône anglais, qui reprend le titre de prince de Galles. L'autorité royale dans le reste du pays de Galles est représentée par un justiciar, tandis que les barons des Marches conservent leurs domaines et prérogatives. Le statut de Rhuddlan introduit également la common law anglaise au pays de Galles, même si certaines lois et coutumes antérieures restent en vigueur.

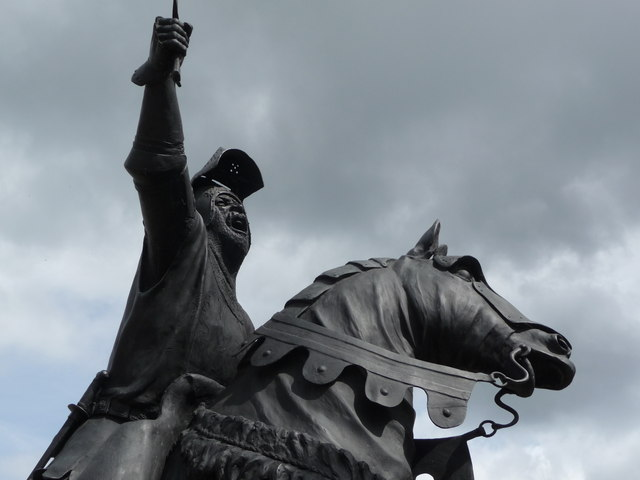
Une statue moderne d'Owain Glyndŵr à Corwen.

Plusieurs seigneurs gallois tentent en vain de se débarrasser du joug anglais au cours des deux siècles qui suivent, comme Madog ap Llywelyn en 1294-1295 ou Llywelyn Bren en 1316. La révolte qui connaît la plus grande ampleur est celle d'Owain Glyndŵr, qui lutte pendant quinze ans (1400-1415) contre l'Angleterre d'Henri IV. Il prend le titre de prince de Galles en 1404 et bénéficie du soutien du royaume de France, mais son soulèvement se solde par un échec.

### Époque moderne
En 1485, Henri VII devient roi d'Angleterre après sa victoire à la bataille de Bosworth. Son avènement marque l'arrivée au pouvoir de la maison Tudor, une dynastie d'origine galloise. Sous le règne de son fils Henri VIII, le pays de Galles cesse d'avoir une identité juridique distincte de l'Angleterre à la suite des Laws in Wales Acts de 1535 et 1542. Ces lois abolissent les seigneuries des Marches et divisent intégralement la région en comtés sur le modèle anglais. Des députés gallois commencent également à siéger au Parlement d'Angleterre.
Durant la Première guerre civile anglaise (1642-1646), le pays de Galles reste majoritairement fidèle au roi Charles Ier, à l'exception notable de la ville de Pembroke qui se déclare favorable au Parlement. Les armées royalistes comptent de nombreux fantassins gallois dans leurs rangs. La dernière forteresse royaliste à résister aux parlementaires se trouve au pays de Galles : c'est le château de Harlech, dont la garnison se rend le 15 mars 1647 après neuf mois de siège. L'année suivante, c'est au pays de Galles qu'éclate la Deuxième guerre civile anglaise, lorsque la garnison parlementaire du château de Pembroke se soulève et rallie le camp royaliste. La rébellion des Galles du Sud est rapidement écrasée par les parlementaires à la bataille de St Fagans (en) et celle des Galles du Nord connaît le même sort à la bataille de Y Dalar Hir (en).
Le XVIIIe siècle est marqué dans le domaine religieux par un vaste mouvement de renouveau méthodiste (en). Sous la conduite de prédicateurs tels que Howell Harris (en), William Williams Pantycelyn (en) ou Daniel Rowland (en), le méthodisme connaît une croissance importante et ses fidèles se détachent de l'Église d'Angleterre au début du XIXe siècle. Ils forment l'Église méthodiste presbytérienne du pays de Galles en 1823. D'autres Églises non-conformistes (baptistes, congrégationnalistes) connaissent un succès similaire, si bien qu'au milieu du XIXe siècle, les anglicans ne représentent plus la majorité des chrétiens gallois.

### Époque contemporaine
En 1881, le Sunday Closing (Wales) Act (en) est la première loi britannique à reconnaître le pays de Galles comme une entité distincte au sein du Royaume-Uni. C'est dans la sphère religieuse que la région connaît ses premiers signes d'autonomie : le Welsh Church Act 1914 (en) entraîne la séparation de l'Église et de l'État au pays de Galles, avec la création d'une Église au pays de Galles distincte de l'Église d'Angleterre et qui ne bénéficie pas du statut de religion d'État. En revanche, dans le domaine politique, le mouvement nationaliste Cymru Fydd échoue à faire avancer la cause de l'autonomie galloise.
Au début du XXe siècle, le pays de Galles apparaît comme un bastion du Parti libéral. Lors des élections générales de 1906, une seule circonscription galloise n'élit pas un député libéral. En 1916, le libéral David Lloyd George devient Premier ministre du Royaume-Uni : il est le premier Gallois à occuper ce poste. Néanmoins, les populations ouvrières des Galles du Sud commencent à se tourner vers le Parti travailliste, notamment après les grèves de 1919. Aux élections de 1922, les travaillistes remportent la moitié des sièges gallois.

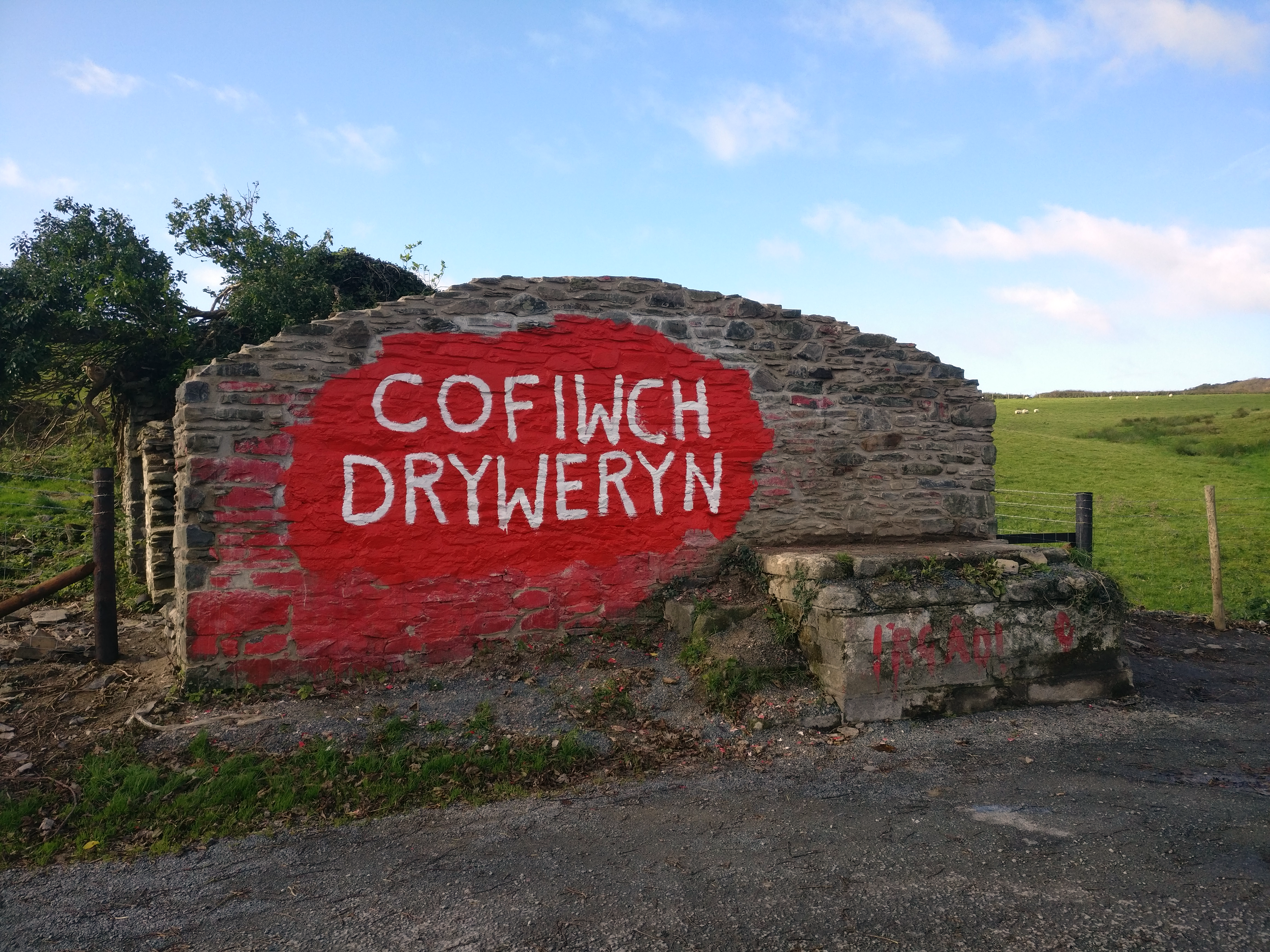
Le graffiti Cofiwch Dryweryn, peint en signe de protestation contre la submersion de Capel Celyn, est devenu un symbole du nationalisme gallois.

Après la Seconde Guerre mondiale, la création d'un Parlement gallois et d'un secrétariat d'État pour le pays de Galles est l'objet d'une campagne menée par Megan Lloyd George, mais le gouvernement britannique rejette ces propositions. Ce n'est qu'en 1964 que le Bureau gallois est créé par le gouvernement travailliste d'Harold Wilson. Le mouvement nationaliste, représenté par le parti Plaid Cymru, gagne en popularité durant cette période, notamment après la création du réservoir de Llyn Celyn en 1965, qui submerge le village de Capel Celyn (en) pour alimenter en eau potable la ville anglaise de Liverpool. Une élection partielle en 1966 aboutit à la victoire de Gwynfor Evans qui devient le premier député du Plaid Cymru à Westminster.
L'idée d'une dévolution du pouvoir se développe au sein de la société galloise. Si le référendum de 1979 est un échec, le pays de Galles devient autonome à la suite du référendum de 1997, et l'autonomie est renforcée par le référendum de 2011.

## Politique et administration

### Au sein du Royaume-Uni
Le pays de Galles est l'une des quatre nations constitutives du Royaume-Uni. Le Royaume-Uni est de jure un État unitaire dont le gouvernement et le parlement sont sis à Westminster. La Chambre des communes se compose de 650 députés, dont 32 représentent des circonscriptions situées au pays de Galles. Lors des élections générales de 2024, le Parti travailliste remporte 27 circonscriptions galloises, contre 4 pour le parti indépendantiste Plaid Cymru et 1 pour les Libéraux-démocrates.
Au sein du gouvernement britannique, le bureau du Pays de Galles (Wales Office / Swyddfa Cymru) est responsable du pays de Galles. Il est dirigé par le secrétaire d'État pour le Pays de Galles.

### Organes dévolus

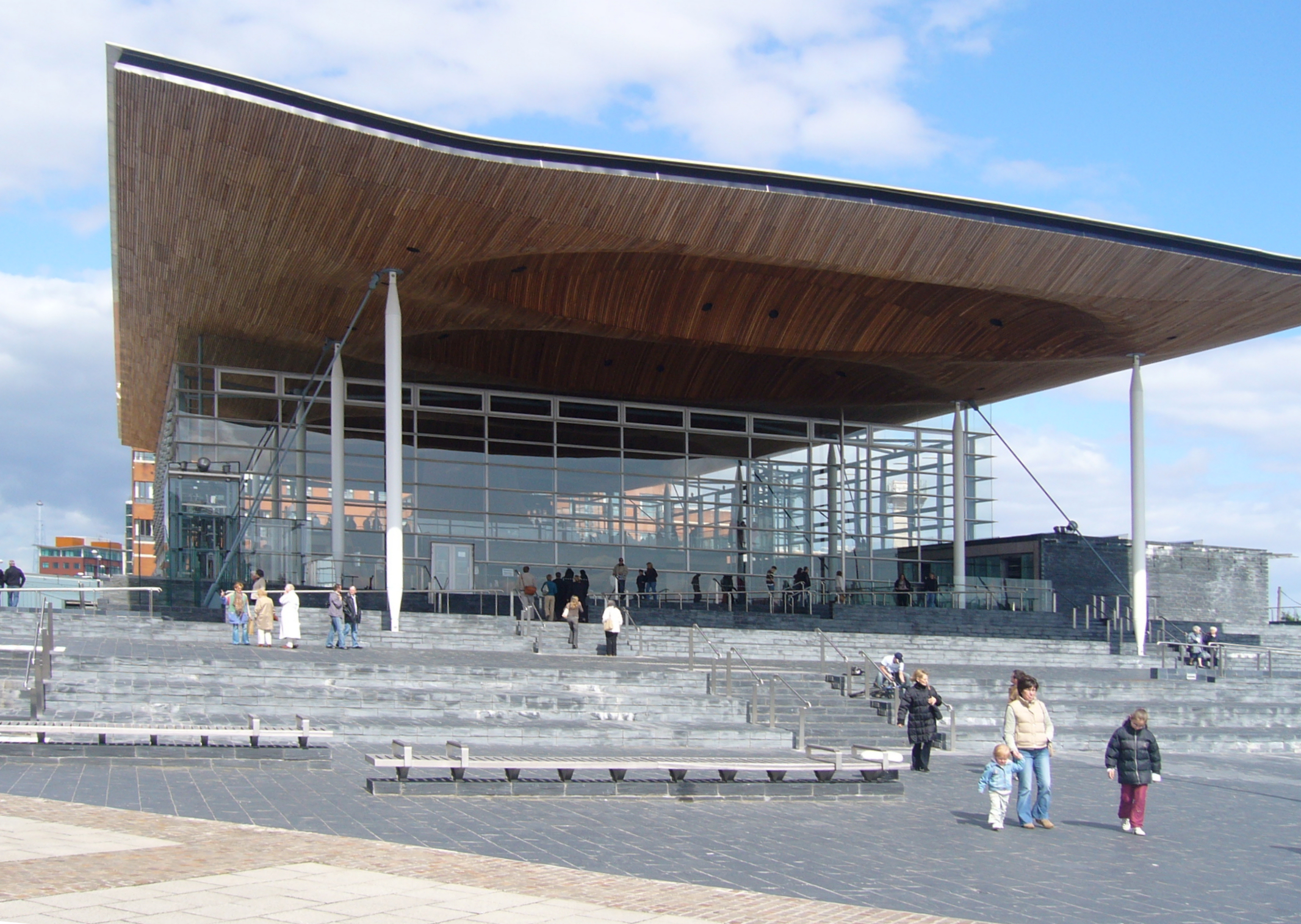
Le bâtiment du Senedd, siège du Parlement gallois.

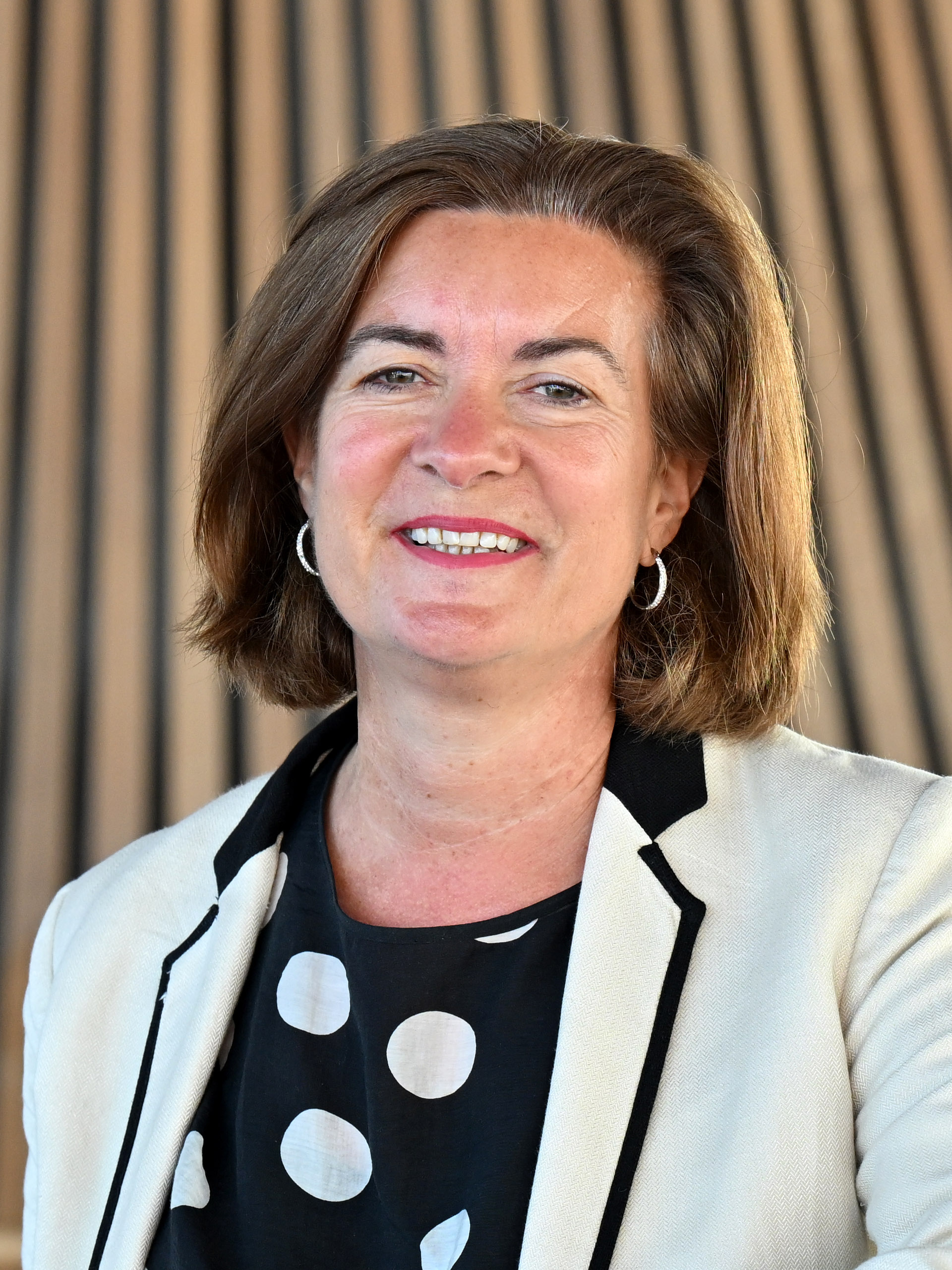
Eluned Morgan, première ministre depuis août 2024.

Dans le cadre de la dévolution, le Government of Wales Act 1998 créée un organe législatif unicaméral spécifique au pays de Galles : l'Assemblée nationale (National Assembly for Wales / Cynulliad Cenedlaethol Cymru), qui prend le nom de Parlement gallois (Welsh Parliament / Senedd Cymru) en 2020. Cet organe sélectionne dans ses rangs un Premier ministre chargé de former un gouvernement. Les pouvoirs législatifs de l'Assemblée, d'abord limités, sont largement étendus par le Government of Wales Act 2006. Le Parlement se compose de 60 députés élus pour cinq ans suivant un scrutin mixte : 40 sièges sont pourvus dans des circonscriptions au scrutin uninominal majoritaire à un tour et les 20 sièges restants sont pourvus dans des régions au scrutin à membre additionnel.
Les pouvoirs dévolus au Parlement gallois s'exercent sur une vingtaine de domaines comprenant l'agriculture, la culture, le développement économique, l'environnement, l'éducation, le logement, la santé, les services sociaux, les transports, le tourisme et la langue galloise. Le référendum de 2011 accorde au Parlement gallois la capacité de légiférer directement dans tous ces domaines, sans devoir en référer à Westminster.

### Découpage territorial

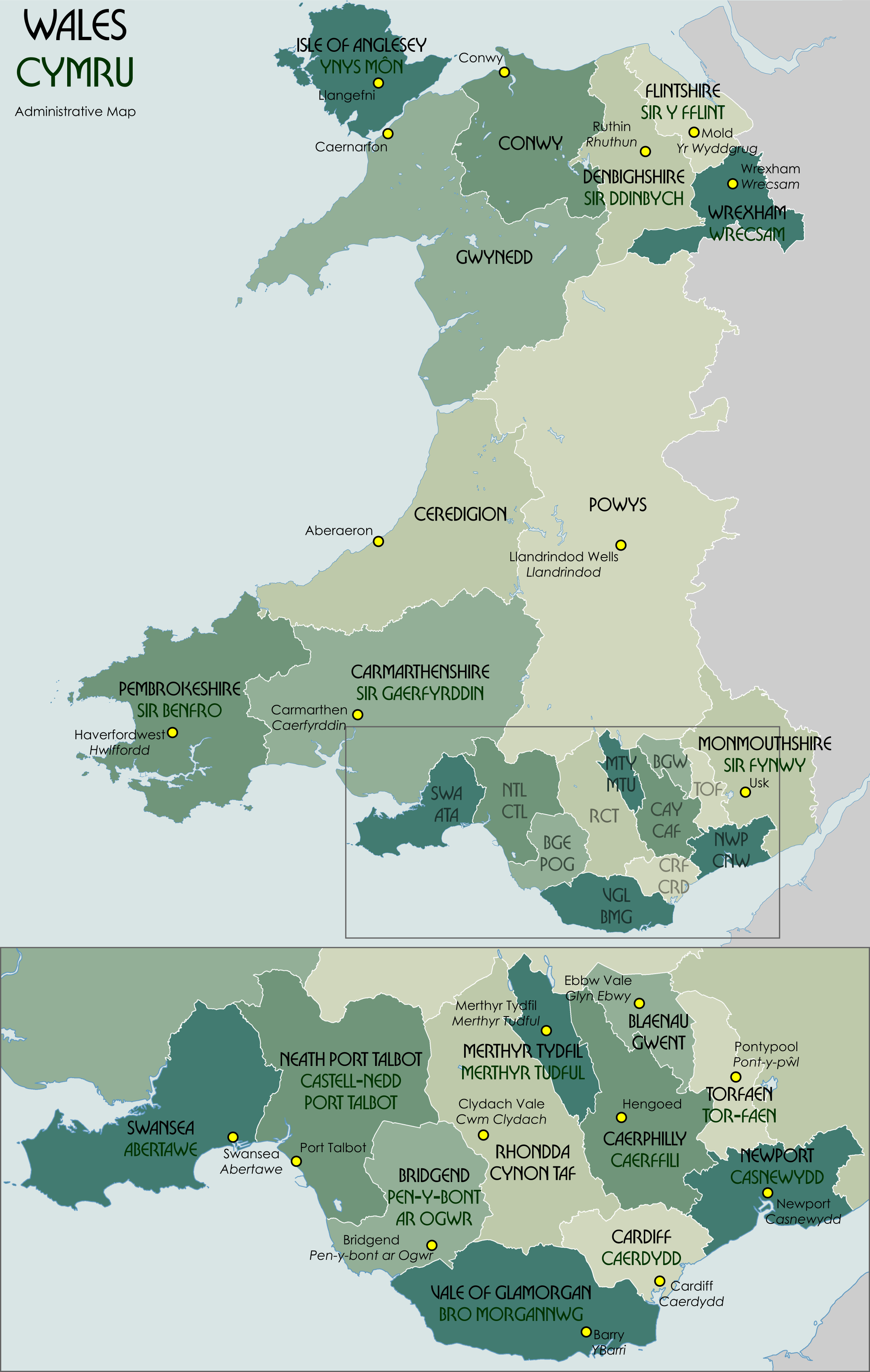
Régions principales du pays de Galles.

Depuis 1996, en vertu du Local Government (Wales) Act 1994, le pays de Galles est divisé en 22 régions principales (principal areas / awdurdodau unedol) qui sont chargées d'assurer les services de proximité (éducation, santé, aides sociales, etc.). Elles sont dirigées par des conseils renouvelés tous les quatre ans lors des élections locales.
Parmi les 22 régions principales, la moitié (11) sont des comtés (county / sir) et l'autre moitié des boroughs de comté (county borough / bwrdeistref sirol ), mais la différence est purement sémantique.
Les 11 boroughs de comté sont :
- Blaenau Gwent
- Bridgend / Pen-y-bont ar Ogwr
- Caerphilly / Caerffili
- Conwy
- Merthyr Tydfil / Merthyr Tudful
- Neath Port Talbot / Castell-nedd Port Talbot
- Newport / Casnewydd
- Rhondda Cynon Taf
- Torfaen
- The Vale of Glamorgan / Bro Morgannwg
- Wrexham / Wrecsam

Les 11 comtés sont :
- Cardiff / Caerdydd
- Carmarthenshire / Sir Gaerfyrddin
- Ceredigion
- Denbighshire / Sir Ddinbych
- Flintshire / Sir y Fflint
- Gwynedd
- Isle of Anglesey / Ynys Môn
- Monmouthshire / Sir Fynwy
- Pembrokeshire / Sir Benfro
- Powys
- Swansea / Abertawe

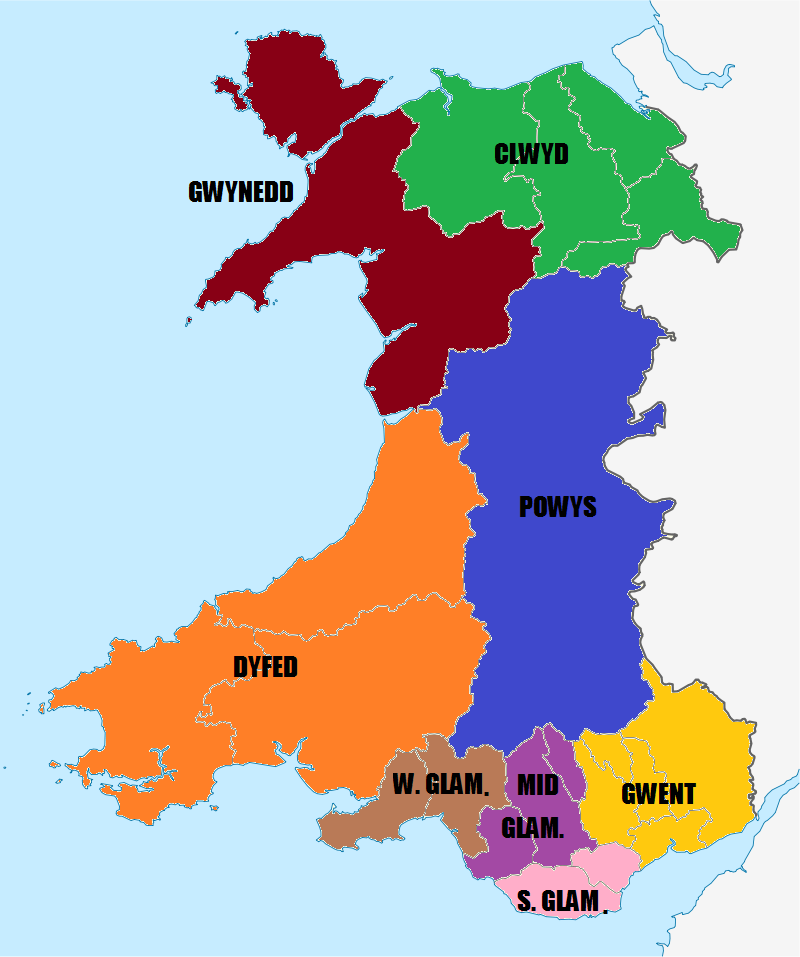
Les comtés conservés du pays de Galles.

Le pays de Galles est également divisé en huit comtés conservés. Chacun est représenté par un haut-shérif et un lord-lieutenant nommés par le monarque du Royaume-Uni et dont les fonctions sont essentiellement honorifiques. Ils sont distincts des comtés historiques, anciennes subdivisions galloises supprimées en 1974. Les comtés conservés sont :
- la Clwyd ;
- le Dyfed ;
- le Gwent ;
- le Gwynedd ;
- le Mid Glamorgan / Morgannwg Ganol ;
- le Powys ;
- le South Glamorgan / De Morgannwg ;
- le West Glamorgan / Gorllewin Morgannwg.

## Population et société

### Démographie
Le recensement de la population effectué en 2021 donne au pays de Galles une population de 3 107 500 habitants (1 521 000 hommes et 1 586 600 femmes), ce qui représente 5,2 % de la population totale du Royaume-Uni.
En 1801, année du premier recensement moderne de la population britannique, le pays de Galles compte 587 000 habitants. Sa population double en l'espace d'un demi-siècle, atteignant 1 163 000 habitants en 1851. Elle double à nouveau dans la seconde moitié du XIXe siècle et s'élève à 2 421 000 habitants en 1911. Cette croissance s'explique en partie par la transition démographique, un phénomène que connaissent la plupart des pays industrialisés pendant la révolution industrielle, mais elle a également pour cause une forte immigration liée à l'industrie du charbon, notamment dans le Glamorganshire dont la population est multipliée par quinze durant cette période. Ce sont surtout des Anglais qui viennent vivre au pays de Galles, mais les perspectives d'emploi attirent également des Irlandais, des Italiens et d'autres minorités. La croissance de la population galloise ralentit au XXe siècle et la région devient jusqu'aux années 1980 une terre d'émigration plutôt que d'immigration, malgré l'arrivée d'immigrants issus des pays du Commonwealth situés en Afrique, dans les Antilles et en Asie du Sud.
Le pays de Galles compte trois villes de plus de 100 000 habitants : Cardiff / Caerdydd avec 362 750 habitants, Swansea / Abertawe avec 245 480 hab. et Newport / Casnewydd avec 151 500 hab.. Ces trois villes bénéficient du statut de cité, de même que les localités plus petites de Wrexham / Wrecsam (65 359 hab.) Bangor (18 000 hab.), St Asaph / Llanelwy (3 500 hab.) et St David's / Tyddewi (1 840 hab.), la plus petite cité du Royaume-Uni.
L'espérance de vie au pays de Galles est en moyenne inférieure d'un an à celle constatée en Angleterre. En 2014, elle est de 78,3 ans pour les hommes et de 82,3 ans pour les femmes. D'après une étude publiée en 2013, une femme vivant dans une des régions les plus pauvres du pays de Galles peut vivre 10 ans de moins qu'une femme vivant dans une région plus aisée.

### Langues

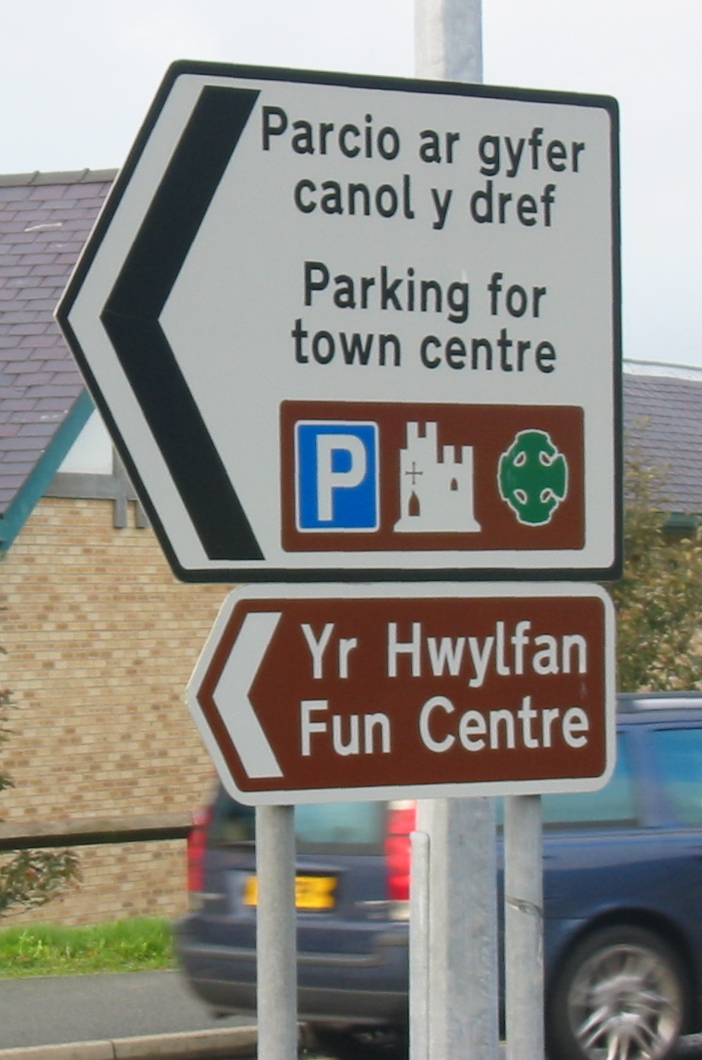
Signalisation routière bilingue gallois/anglais à Caernarfon.

Le recensement de 2021 indique que la première langue parlée au pays de Galles est l'anglais, avec 99 % de locuteurs. L'anglais gallois est marqué par l'influence de la grammaire et du vocabulaire de la deuxième langue la plus parlée : le gallois, langue indo-européenne de la branche des langues celtiques, dont les plus proches parents sont le cornique et le breton. En 2021, 17,8 % des habitants du pays de Galles se déclarent capables de le parler, soit 1,2 point de moins que lors du précédent recensement.
Les langues celtiques insulaires, arrivées en Grande-Bretagne vers 600 av. J.-C., sont supplantées en Angleterre par l'anglais après l'arrivée des Anglo-Saxons au haut Moyen Âge, mais leur usage persiste au pays de Galles. Aux XVe et XVIe siècles, les élites de la région délaissent le gallois au profit de l'anglais, qui devient la seule langue acceptée dans le domaine juridique à la suite des Laws in Wales Acts. La Réforme protestante, qui encourage l'utilisation des langues vernaculaires dans le culte, et les traductions de la Bible en gallois aident à la survie de la langue galloise.
La pratique de la langue galloise décroît tout au long du XIXe siècle et le gallois devient minoritaire au pays de Galles en 1911, n'étant plus parlé que par 43,5 % de la population. À partir du milieu du XXe siècle, son statut est amélioré par une série de lois. Les panneaux indicateurs commencent à être libellés dans les deux langues et des médias émettant exclusivement en gallois sont créés (BBC Radio Cymru en 1977, la chaîne de télévision S4C en 1982). L'égalité entre l'anglais et le gallois au pays de Galles est reconnue par la législation britannique depuis 1993 (Welsh Language Act 1993 (en)) et le gallois devient la langue officielle du pays de Galles en 2011 ; c'est la seule langue à bénéficier de ce statut sur le territoire britannique. Le recensement de 2011 rapporte que 19 % de la population galloise parle gallois (562 016 habitants).
Dans l'enseignement, environ 20 % des enfants sont scolarisés uniquement en gallois ; pour le reste, l'étude du gallois comme deuxième langue est obligatoire jusqu'à l'âge de seize ans. Par conséquent, c'est dans les classes d'âge les plus jeunes que l'on trouve le plus de gallophones. Dans les régions de l'Ouest et du Nord du pays, où le gallois est la langue maternelle de la majorité, les collèges et les lycées sont plutôt bilingues, pour que ceux qui ne parlent pas le gallois couramment puissent l'apprendre.

### Religion

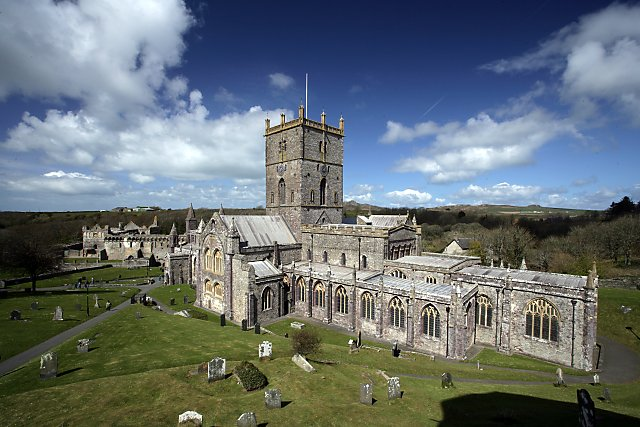
La cathédrale Saint-David de St Davids.

Le christianisme est la religion la plus répandue au pays de Galles, même s'il est sur le déclin : avec 43,6 % de répondants s'identifiant comme chrétiens, le recensement de 2001 est le premier où cette proportion est inférieure à la moitié de la population. C'est l'Église au pays de Galles (Yr Eglwys yng Nghymru / The Church in Wales), branche galloise de l'anglicanisme, qui compte le plus grand nombre de fidèles (56 000), devant l'Église catholique avec 43 000 fidèles environ. Il existe aussi un grand nombre d'églises indépendantes issues de la forte tradition non-conformiste galloise, dont la plupart sont regroupées en trois fédérations : l'Église méthodiste presbytérienne du pays de Galles (Eglwys Bresbyteraidd Cymru / The Presbyterian Church of Wales), 38 000 adhérents ; l'Union des indépendants gallois (en) (Undeb yr Annibynwyr Cymraeg / The Union of Welsh Independents), 36 000 adhérents ; et l'Union baptiste du pays de Galles (en) (Undeb Bedyddwyr Cymru / The Baptist Union of Wales), 25 000 adhérents. De nos jours, le taux d'assistance aux célébrations religieuses au pays de Galles est de 8,6 %, soit le plus bas du Royaume-Uni.
Parmi les religions autres que le christianisme, la plus importante est l'islam, avec 67 000 fidèles (2,2 %) déclarés au recensement de 2011. Des communautés hindoues et sikhes existent dans les grandes villes du sud (Cardiff, Newport et Swansea), tandis que le comté rural du Ceredigion abrite la plus forte concentration de bouddhistes. La communauté juive du pays de Galles se limite quant à elle à quelques centaines de personnes en 2019.
Le saint patron du pays de Galles est David de Ménevie, moine du VIe siècle considéré comme l'évangélisateur de la région. Sa fête, la Saint-David, est célébrée le 1er mars.

### Éducation
Plusieurs grammar schools sont fondées au pays de Galles après la conquête normande, mais l'éducation en bonne et due forme reste réservée aux élites jusqu'au XVIIIe siècle. Le prêtre méthodiste Griffith Jones joue un rôle crucial dans l'alphabétisation de la région grâce au système d'écoles itinérantes qu'il met sur pied dans les années 1730. Le rôle croissant joué par l'État dans le système éducatif au XIXe siècle contribue à la propagation de la langue anglaise au pays de Galles. En 1847, une enquête publique commandée par le gouvernement britannique sur l'état du système éducatif gallois décrit les Gallois comme un peuple arriéré, paresseux et ignorant, notamment en raison de leurs positions non-conformistes, et recommande la réduction de l'usage du gallois dans les salles de classe. Le symbole punitif du Welsh Not stigmatise les enfants qui parlent gallois en classe, mais son rôle dans le déclin de la langue est difficile à déterminer.
Le premier établissement d'enseignement supérieur du pays de Galles est le University College Wales fondé à Aberystwyth en 1872. Avec les établissements de Cardiff (fondé en 1883) et Bangor (fondé en 1885), il forme en 1893 l'université du pays de Galles.

## Économie

Profil économique et démographique du pays de Galles au sein du Royaume-Uni en 2012.

Le pays de Galles reste une région majoritairement agricole jusqu'au milieu du XVIIIe siècle. Le développement de son économie est limité par sa situation périphérique, son territoire montagneux et sa population clairsemée. Du fait de la relative rareté des sols propices à l'agriculture, concentrés dans le nord-est et le sud-ouest, ainsi que sur l'île d'Anglesey et la péninsule de Llŷn, c'est l'élevage, notamment celui du mouton, qui domine l'économie galloise au Moyen Âge et à l'époque moderne.
Cette situation change avec la révolution industrielle et le début de l'exploitation systématique des ressources naturelles dont dispose la région, en particulier ses mines de charbon, de plomb et de fer, ainsi que son industrie ardoisière dans le nord-ouest. Les fonderies se développent dès la fin du XVIIIe siècle dans le sud-est de la région et la production galloise représente jusqu'à 40 % de la fonte brute produite en Grande-Bretagne dans les années 1790. À son apogée, en 1913, le bassin minier des Galles du Sud emploie 230 000 personnes et produit 56 millions de tonnes de charbon par an. La production de fer-blanc connaît quant à elle son pic en 1891, avec 690 000 tonnes de fer-blanc sorties de 90 usines.
Le pays de Galles est durement touché par les crises économiques de l'entre-deux-guerres. Dans les années 1930, un tiers de la population est au chômage et un cinquième émigre en quête de meilleures conditions de vie. Malgré un regain pendant la Seconde Guerre mondiale, le déclin des charbonneries se poursuit et la plupart des mines ferment entre les années 1960 et les années 1980. Le secteur des services connaît en parallèle une croissance continue et représente au début du XXIe siècle la majorité des emplois gallois.
Le tourisme est un secteur économique important. L'attractivité du pays de Galles repose en partie sur ses paysages naturels : outre les trois parcs nationaux et les cinq AONB, la région compte également 41 plages et 3 ports de plaisance récompensés d'un pavillon bleu. Son patrimoine historique attire également de nombreux visiteurs, notamment ses quatre sites inscrits au patrimoine mondial de l'UNESCO : les châteaux forts et enceintes du roi Édouard Ier dans l'ancienne principauté de Gwynedd, le paysage industriel de Blaenavon, le pont-canal de Pontcysyllte et le paysage d'ardoise du nord-ouest du pays de Galles. Sur l'année 2019, les visiteurs originaires du reste du Royaume-Uni ont dépensé 3,447 millions de livres sterling au pays de Galles et ceux venus du reste du monde ont dépensé 515 millions de livres.

## Culture

### Symboles

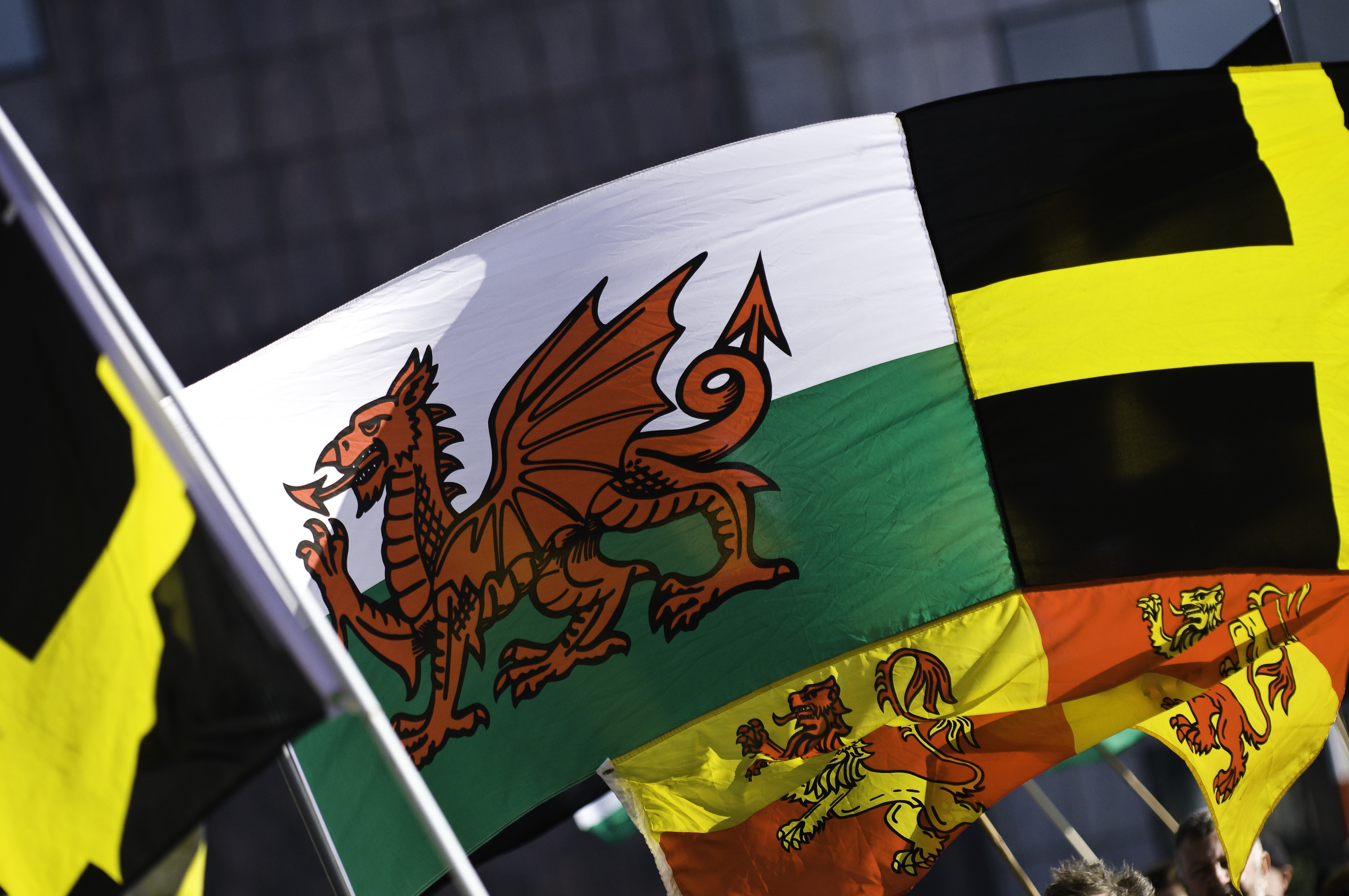
Trois drapeaux gallois le jour de la Saint-David en 2009 : le dragon rouge, le drapeau de saint David et la bannière d'Owain Glyndŵr.

Le drapeau du pays de Galles se compose d'un dragon rouge sur fond vert et blanc. Le dragon rouge (y Ddraig Goch) apparaît dans les textes de la légende arthurienne comme le symbole des Bretons insulaires dans leur lutte contre les Saxons, symbolisés par un dragon blanc. Le vert et le blanc sont quant à eux les couleurs de la maison Tudor. L'étendard d'Henri Tudor à la bataille de Bosworth, en 1485, arbore ainsi un dragon rouge crachant du feu sur fond vert et blanc. Après sa victoire, l'étendard est emporté à la cathédrale Saint-Paul de Londres pour y être béni. Le drapeau est adopté comme emblème officiel du pays de Galles en 1959. Le drapeau de saint David, une croix jaune sur fond noir, est également utilisé, notamment lors des célébrations de la Saint-David, le 1er mars.
Hen Wlad fy Nhadau (« vieux pays de mes ancêtres ») est l'hymne national du pays de Galles. Ce morceau, écrit par le poète Evan James et composé par son fils James James en 1856, est couramment chanté lors de manifestations patriotiques ou sportives, bien qu'il ne dispose d'aucun statut officiel.,
Deux plantes symbolisent le pays de Galles : la jonquille et le poireau. Le poireau comme emblème est attesté dès le XVIe siècle, tandis que la jonquille devient un emblème populaire plus tardivement, au XIXe siècle. Les noms gallois de ces deux plantes sont très similaires : cenhinen pour le poireau, cenhinen Bedr (« poireau de (saint) Pierre ») pour la jonquille. Le poireau figure au revers d'une variante de la pièce d'une livre.
Le Parlement gallois utilise comme emblème le badge royal du pays de Galles. Il reprend le blason à quatre lions du prince médiéval Llywelyn le Grand, entouré de la devise pleidiol wyf i'm gwlad (« je suis fidèle à mon pays ») et des plantes emblématiques des quatre nations constitutives du Royaume-Uni : le poireau gallois, le chardon écossais, le trèfle irlandais et la rose anglaise. L'emblème héraldique personnel du prince de Galles, trois plumes d'autruche blanches dans une couronne avec la devise ich dien (« je sers »), est parfois utilisé comme symbole du pays de Galles.

Le drapeau du pays de Galles.
Le drapeau de saint David.
Le badge royal du pays de Galles.
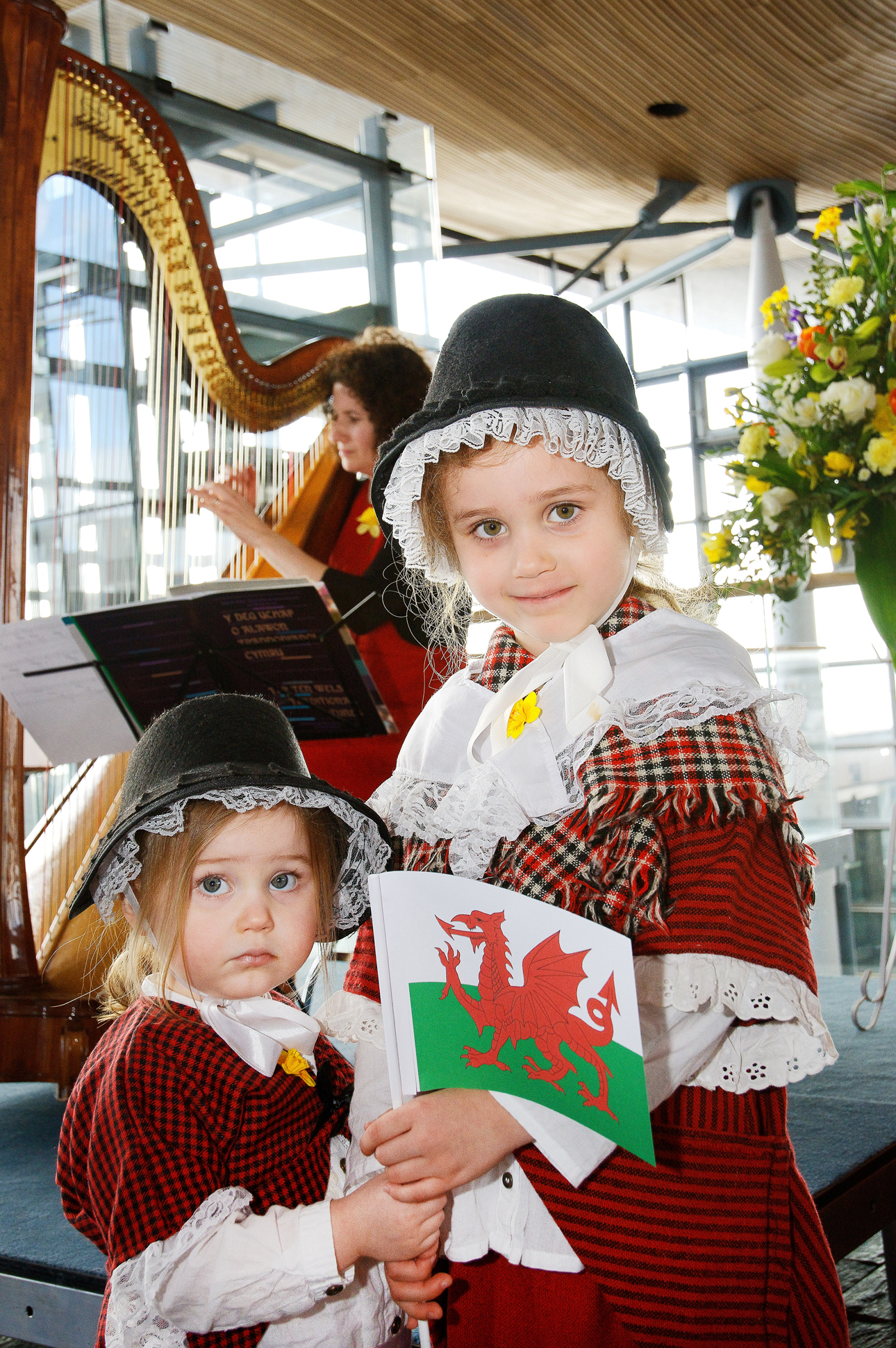
Deux fillettes en robe galloise arborant des jonquilles.

### Littérature

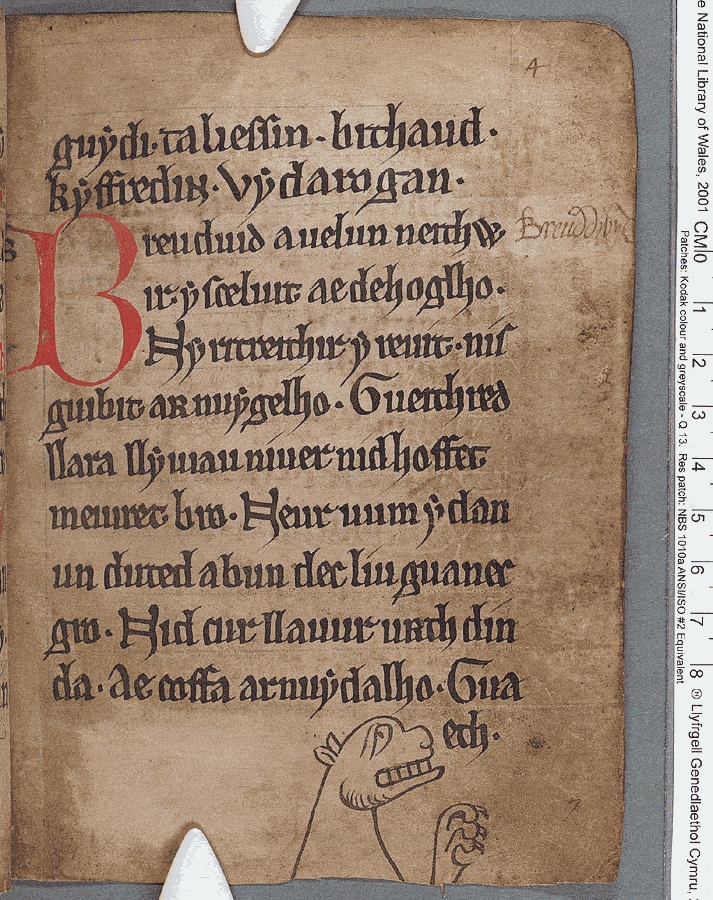
Une page du Livre noir de Carmarthen, recueil de poésie galloise compilé vers 1250.

Les plus anciens textes connus en gallois sont les poèmes de Taliesin et Aneirin, qui remontent au VIe siècle. Ils constituent le point de départ d'une des plus anciennes traditions littéraires ininterrompues d'Europe. Les poèmes composés du XIIe au XVIe siècle sont traditionnellement divisés en deux périodes : celle des « bardes des princes » (beirdd y tywysogion), jusque vers 1300, représente des poètes actifs à la cour des différents princes gallois, dont ils chantent la puissance militaire, tandis que les « bardes des nobles » (beirdd yr uchelwyr), actifs après la fin de l'indépendance galloise, ont pour mécènes les grands propriétaires terriens. Leur forme de prédilection est le cywydd et leur plus célèbre représentant est Dafydd ap Gwilym, actif au XIVe siècle.
L'anglicisation des élites galloises à partir de la fin du Moyen Âge entraîne le déclin de la tradition poétique locale, mais elle offre également une ouverture sur un monde culturel plus vaste. À la Renaissance, des érudits comme William Salesbury ou John Davies, éduqués dans les universités anglaises, introduisent les idées humanistes au pays de Galles, et la traduction galloise de la Bible par William Morgan, Y Beibl cyssegr-lan (en), est publiée en 1588.
La littérature galloise du XVIIIe siècle est principalement d'ordre religieux, en lien avec le renouveau méthodiste dans la région, mais c'est aussi durant cette période que les Gallois commencent à renouer avec leur patrimoine littéraire, à l'image du barde Iolo Morganwg. Ce collectionneur d'anciens manuscrits n'hésite pas à ajouter ses propres inventions aux textes médiévaux qu'il redécouvre. Charlotte Guest publie entre 1838 et 1845 la première traduction anglaise du cycle en prose des Mabinogion. Le premier roman en gallois, Rhys Lewis de Daniel Owen, est publié en 1885.
La Première Guerre mondiale donne à la littérature galloise un tour plus pessimiste avec des auteurs comme Thomas H. Parry-Williams ou R. Williams Parry. La principale figure littéraire de l'entre-deux-guerres est Saunders Lewis, à la fois poète, dramaturge, critique littéraire et militant nationaliste. Plusieurs écrivains des années 1930 poursuivent leur carrière avec succès après la Seconde Guerre mondiale, parmi lesquels Gwyn Thomas (en) (1913-1981), Vernon Watkins (1906-1967) et surtout Dylan Thomas (1914-1953), considéré comme l'un des principaux écrivains gallois du XXe siècle.
La génération d'écrivains gallois de langue anglaise qui commence à écrire après la Seconde Guerre mondiale se montre plus positive vis-à-vis de la langue et du nationalisme gallois que celles qui l'ont précédée. Elle comprend notamment le poète R. S. Thomas (1913-2000) et les romanciers Emyr Humphreys (en) (1919-2020) et Raymond Williams (1921-1988).

### Musique
L'hymne officiel du pays de Galles est Hen Wlad fy Nhadau (« L'ancienne terre de mes Pères »), tandis que God Save the King est l'hymne officiel du Royaume-Uni. Le pays de Galles est réputé pour le nombre et la qualité de ses chorales et fanfares. La musique traditionnelle est aussi en pleine renaissance. Parmi les airs traditionnels gallois, on peut citer Llwyn Onn.

### Cuisine

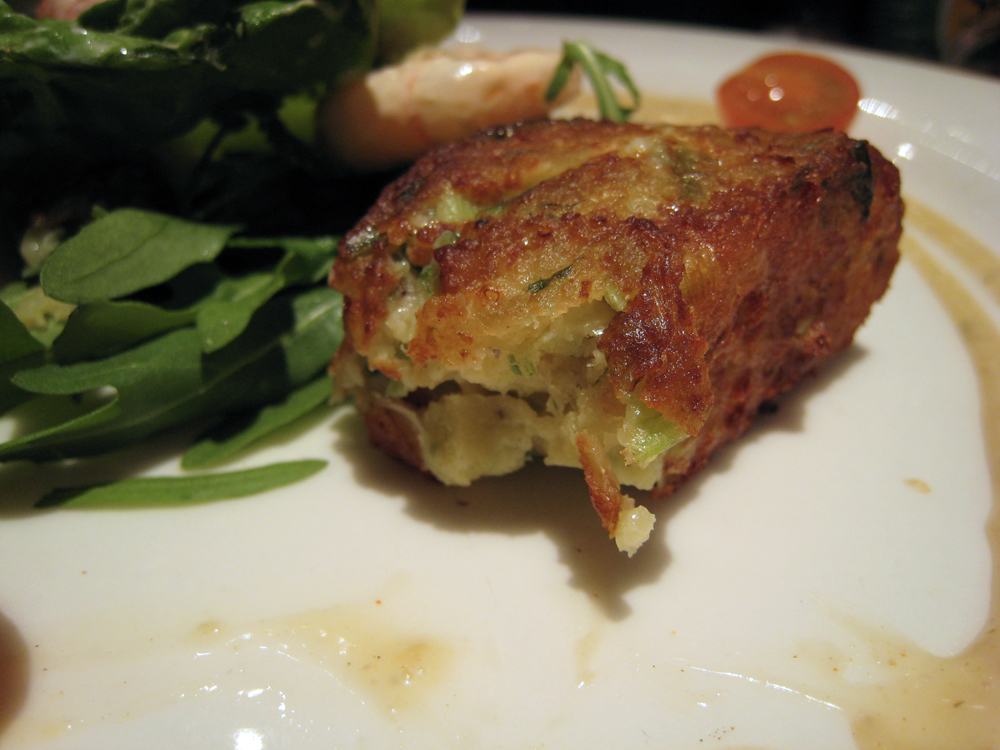
La saucisse de Glamorgan, une saucisse végétarienne traditionnelle à base de fromage, de poireaux et de chapelure.

L'agneau est au premier rang des mets servis au pays de Galles. Les calws sont aussi servies au pays de Galles : il s'agit de soupes épaisses dont la composition varie selon les saisons. Les saucisses de Glamorgan (Glamorgan sausages), qui sont faites à partir de pain, de fromage, de poireaux et d'oignons sont des saucisses sans viande qu'on retrouve dans la gastronomie locale. Les Welsh faggots, petites boulettes de foie et d'oignons et les Welsh rarebits qui sont des toasts tartinés de fromage et de lait complétés par des tomates ou un œuf sont aussi des plats typiques.
D'autres spécialités forment la gastronomie du pays de Galles comme le cawl cenni, les buns et le laverbread.
Enfin côté dessert, on retrouve surtout un gâteau aux fruits, le bara brith, et les gâteaux gallois (Welsh cakes), des petits gâteaux aux raisins.

### Sport

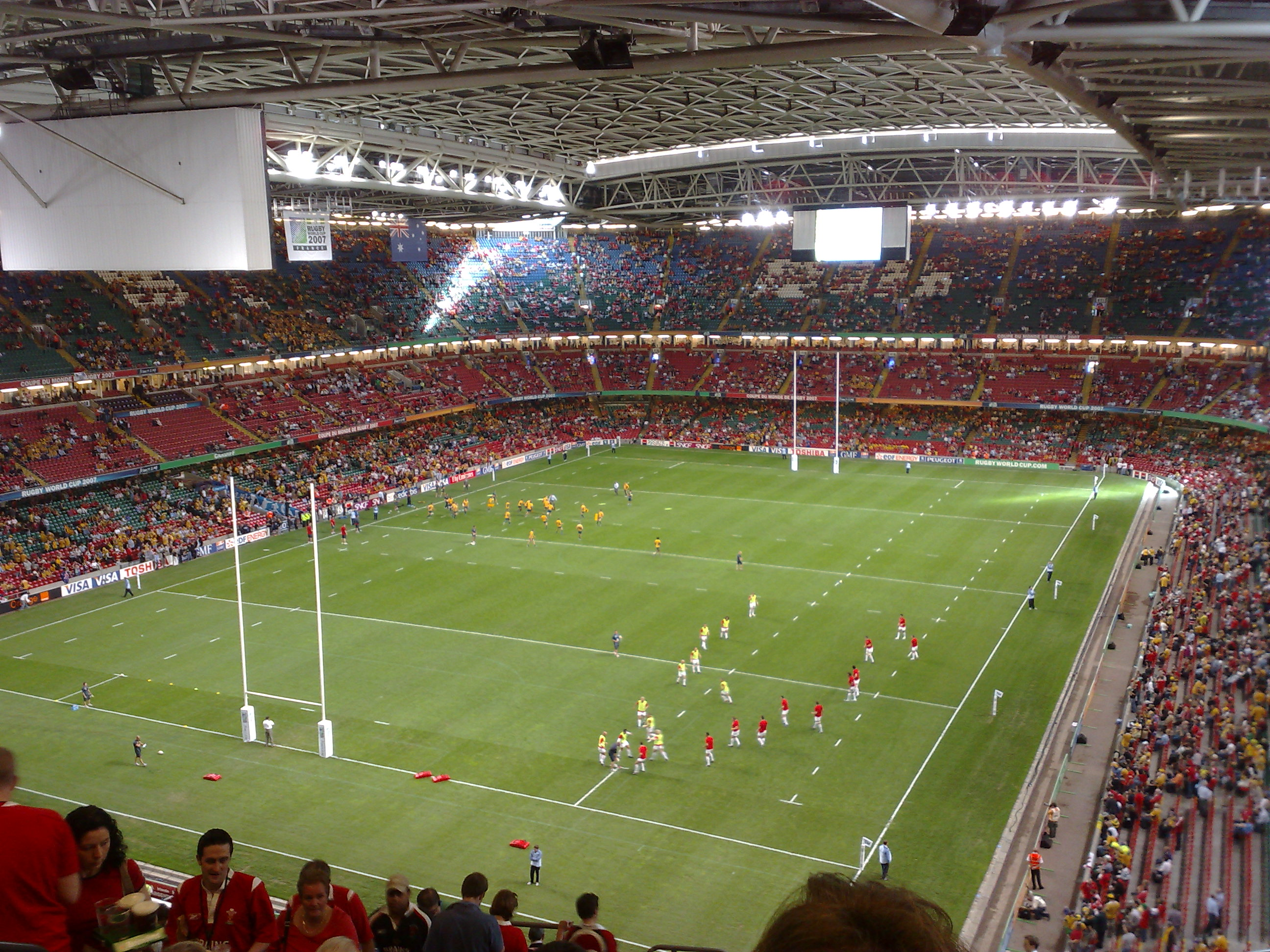
Le Millenium Stadium de Cardiff lors d'un match de rugby.

Le sport le plus populaire au pays de Galles est le rugby à XV. L'équipe du pays de Galles, aussi appelé XV du Poireau bien que ce soient les trois plumes d'Autruche qui sont représentées sur le logo de l'équipe, participe chaque année au tournoi des Six Nations, compétition qu'elle a gagnée 23 fois dont dix Grands Chelems. Depuis 1987, le pays de Galles participe à la Coupe du monde de rugby, elle a été demi-finaliste en 1987, 2011 et 2019. Le rugby à XV au pays de Galles est un sport plus prolétaire que dans le reste des îles Britanniques. Quatre équipes galloises participent au Pro12, compétition regroupant des équipes irlandaises, écossaises et italiennes : les Ospreys, les Llanelli Scarlets, les Cardiff Blues et les Newport Gwent Dragons, ainsi qu'à la coupe d'Europe de rugby à XV. Ces clubs sont le fruit de fusion de clubs gallois, les équipes historiques sont par exemple Neath RFC, Newport RFC, Llanelli RFC, Swansea RFC ou encore Cardiff RFC. Ces équipes disputent maintenant le championnat de rugby à XV du pays de Galles, qui est un championnat semi-professionnel.

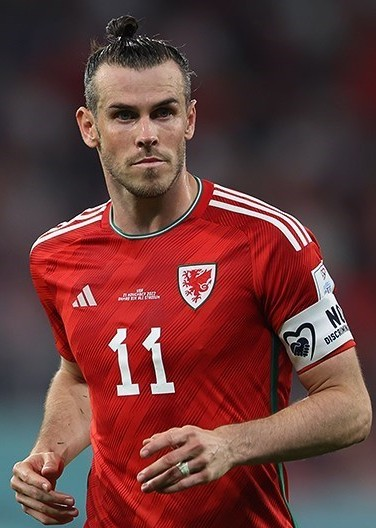
Gareth Bale

Après le rugby, le sport populaire du pays de Galles est le football. Avant sa qualification pour l'Euro 2016, l'équipe de football du pays de Galles n'a participé qu'à une seule phase finale d'un grand tournoi international : la Coupe du monde de football 1958, dont elle atteint les quarts de finale. Elle atteint également les quarts de finale de l'Euro 1976, à une époque où la phase finale ne débute qu'à l'étape suivante. Les clubs de football du pays de Galles participent, avec les clubs anglais, à la Barclays Premier League. Au cours de l'édition 2015-2016, le seul club gallois jouant en première division est le Swansea City Association Football Club. Des joueurs se sont illustrés toutefois dans ce Championnat tels que John Charles, Ian Rush ou Ryan Giggs, ce dernier est le joueur ayant disputé le plus de matchs dans l'histoire de la Premier League avec le club de Manchester. Le gallois Gareth Bale est de plus en 2017, le deuxième joueur le plus cher de l'histoire du football, avec un transfert de 100 millions d'euros vers le Real Madrid en 2013.
Le stade le plus important du pays de Galles est le Millenium Stadium de Cardiff, stade construit en 1999 et qui a une capacité de 74 500 places. Les équipes de rugby et de football jouent leurs matchs internationaux dans ce stade. Avant les matchs internationaux, les équipes galloises de football et de rugby chantent l'hymne Hen Wlad fy Nhadau (qui signifie en français : vieux pays de mes ancêtres).
Le rugby à XIII s'implante dans le pays au début du XXe siècle avec la création d'une fédération en 1907 et un premier match international en 1908,. L'apparition du rugby à XIII au pays de Galles ne s'est pas faite sans tension avec son rival, le rugby à XV. En effet, les joueurs gallois issus de la classe ouvrière ont rapidement quitté la fédération quinziste pour obtenir une compensation « des heures de travail perdues ». Un départ qui a grevé pendant de longues années le rugby à XV au pays de Galles. La fédération de rugby à XV galloise a cependant répliqué en effectuant de nombreuses pressions. Les années 1960 marquent également un épisode douloureux pour les joueurs noirs gallois ; ceux-ci, initialement licenciés à XV, se voient ostraciser par la fédération quinziste qui les prive de toute carrière internationale. En conséquence, quitte à n'avoir aucune chance de jouer pour le pays de Galles à XV, ils préfèrent rejoindre les clubs de rugby à XIII du nord de l'Angleterre, ce que fait par exemple Terry Michael, qui rejoint Halifax en 1965.

## Codes
Le pays de Galles a pour codes :
- CYM (non officiel), selon la liste des codes internationaux des plaques minéralogiques
- GB-WLS ou GB-CYM dans la norme ISO 3166-2
- WAL dans la liste des codes pays de la FIFA